# BMW 340

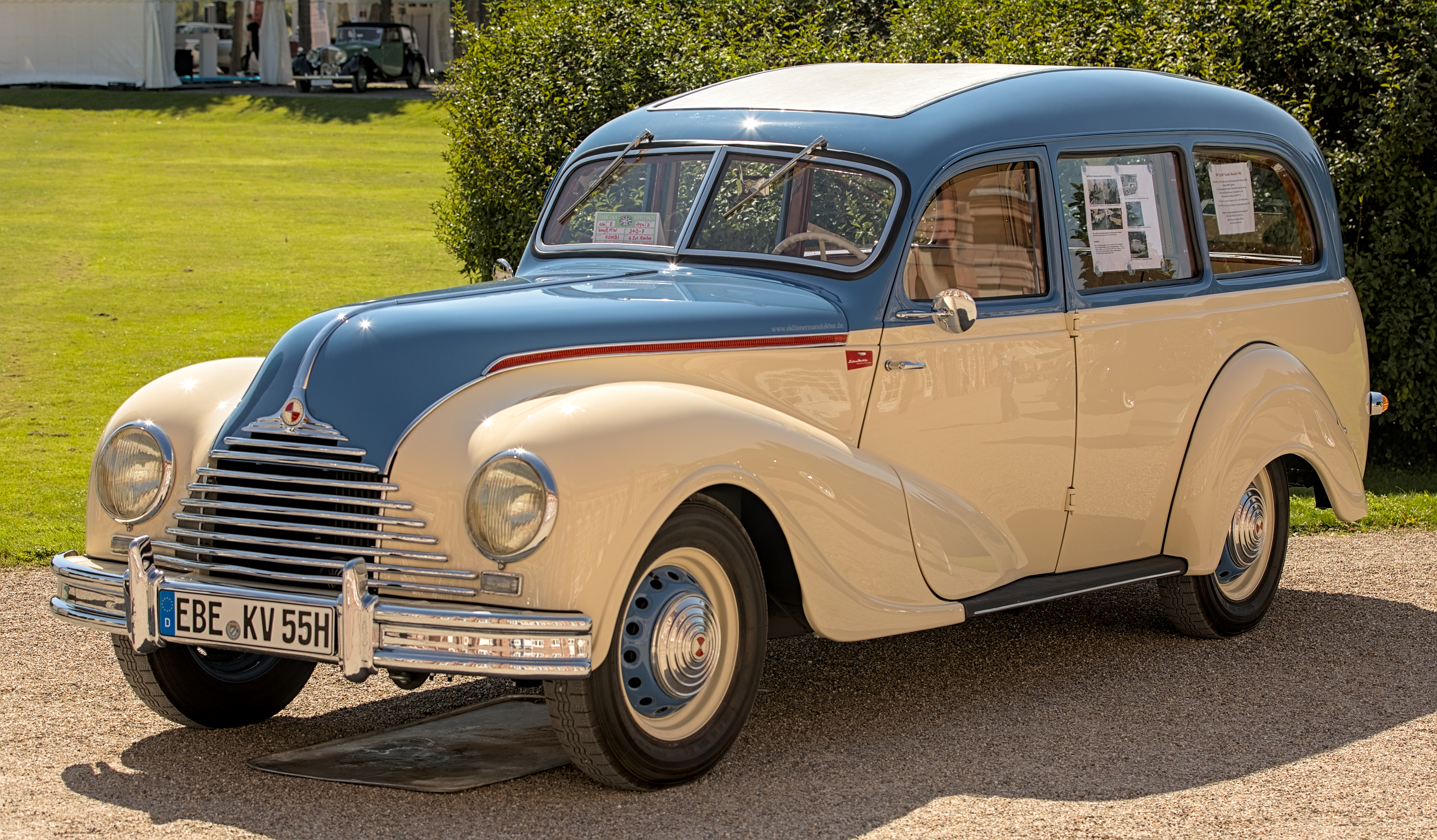
EMW 340-7 Kombi (1954)

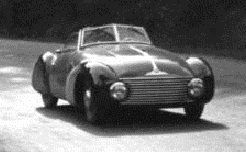
BMW 340-1 Roadster-Prototype

BMW 340 (з 1951 року EMW 340) - марка та модель східнонімецьких легкових автомобілів, що випускалися з 1949 по 1955 рік на народному підприємстві Automobilwerk Eisenach у місті Айзенах. 

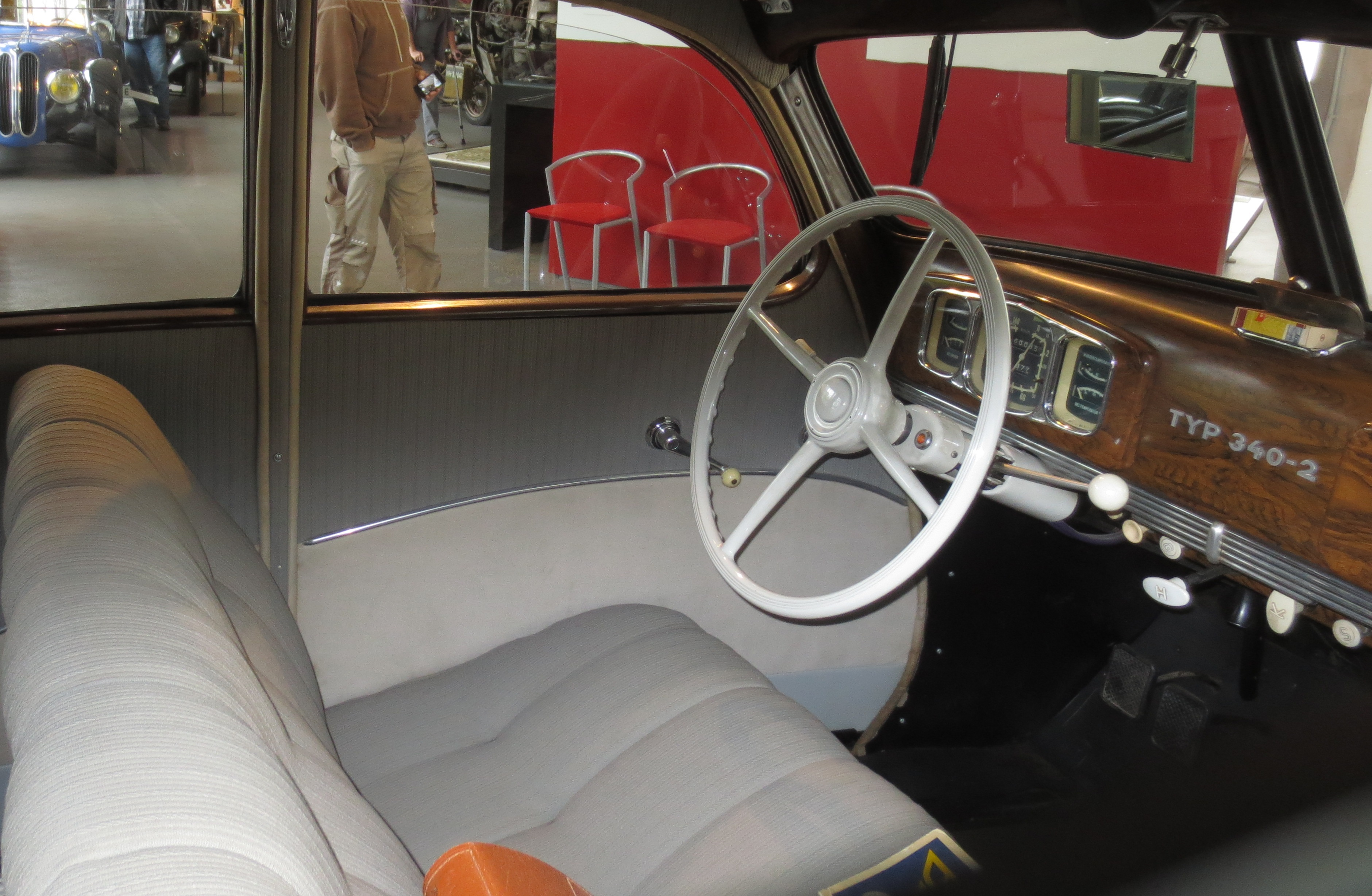

Автомобіль розроблено на основі BMW 326.
Всього виготовлено 21,250 авто.

## Двигун
- 1971 см3 OHV M78 І6 55 к.с.